# راکش شارما
راکش شارما (به انگلیسی: Rakesh Sharma) فضانورد اهل کشور هند است که در ۱۳ ژانویهٔ ۱۹۴۹ در پاتیالا زاده شد. وی در مأموریت سایوز تی-۱۱، سایوز تی-۱۰ حضور داشته است.